# Legwan wityjski
Legwan wityjski (Brachylophus vitiensis) – gatunek występującego na wyspach Fidżi gada z rodziny legwanowatych (Iguanidae), krytycznie zagrożonego wyginięciem. Gatunek prawdopodobnie ewoluował od iguany odizolowanej od populacji w Ameryce Południowej 13 milionów lat temu (specjacja allopatryczna).

## Taksonomia i etymologia
Nazwa rodzajowa – Brachylophus – pochodzi od dwóch greckich słów: brachys (βραχῦς) oznaczającego „krótki” i lophos (λοφος), czyli „grzebień” albo „pióropusz” od krótkich, kolczastych czubków umiejscowionych wzdłuż grzbietu. Epitet gatunkowy – vitiensis – to łaciński przymiotnik pochodzący od rzeczownika Viti (Fidżi).
Gatunek jest ściśle związany z wyspami Fidżi. Uważa się, że on i legwan fidżyjski ewoluowały od iguan, które przypłynęły na naturalnych tratwach do Fidżi 13 milionów lat temu z Ameryki Południowej.
Odkrycia Brachylophus vitiensis dokonano dzięki zaproszeniu dr. Johna Gibbonsa z Uniwersytetu Południowego Pacyfiku na projekcję filmu Błękitna laguna. Reżyser, Randal Kleiser kręcił część filmu na oddalonej wyspie i włączył do obrazu rodzimą faunę wysepki, między innymi wiele kolorowych jaszczurek z rodziny legwanowatych. Gibbons, który studiował tematykę legwana fidżyjskiego, odbył podróż na wyspę i zidentyfikował Brachylophus vitiensis jako odrębny gatunek.

## Rozmieszczenie i habitat
Siedliskiem gatunku są lasy suche, będące jednymi z najbardziej zagrożonych typów roślinności na wyspach Oceanu Spokojnego. Brachylophus vitiensis występował dawniej na 14 wyspach w zachodniej części Fidżi, jednak przeprowadzone ostatnio badania potwierdziły jego obecność jedynie na trzech wyspach: Yadua Taba, Monuriki i Macuata. Największa koncentracja gatunku występuje na Yadua Taba. Wyspę zamieszkuje około 98 procent wszystkich osobników – szacuje się, że występuje tam 6 tysięcy egzemplarzy tych zwierząt. Jest to jedyne miejsce, gdzie populacja może być odpowiednio chroniona, ponieważ Yadua Taba jest rezerwatem National Trust of Fiji, jak również nie występują tam zdziczałe kozy, które niszczą siedliska jaszczurek na innych wyspach.

## Morfologia

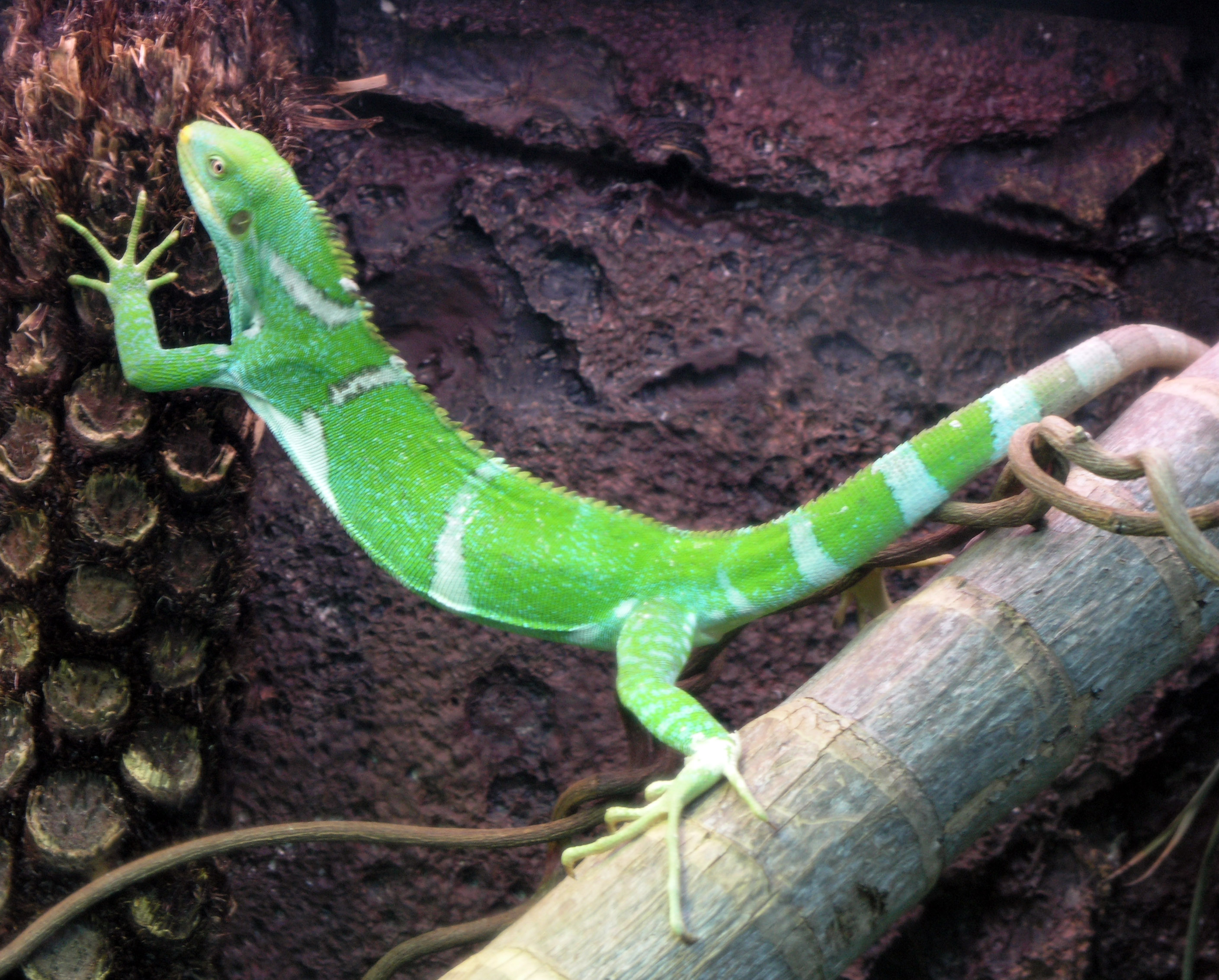
Legwan wityjski

Legwan wityjski jest dużą, krępą jaszczurką. Różni się od legwana fidżyjskiego obecnością na grzbietach samców trzech wąskich pasów barwy od śmietankowej do białej, w przeciwieństwie do szerszych i niebieskawych pasów drugiego z gatunków. Obok białawych pasm często występują także szewrony czarnych podziałek. Brachylophus vitiensis jest większy – dorasta do 76 cm i waży ponad 300 g. Wyróżnia go ponadto wyższy kolczasty „grzebień” na grzbiecie, złożony z długich na 1,5 cm kolców, biegnący od karku do podstawy ogona oraz umiejętność zmiany barwy z zielonej na czarną, kiedy jest pobudzony. Wykorzystuje tę umiejętność, kiedy jest zagrożony. Wraz ze zmianą barwy na czarną otwiera wówczas pysk i rozpoczyna gwałtowne ruchy do przodu, atakując napastnika.
Gdy legwany wityjskie po raz pierwszy składają jaja, są ubarwione ciemnozielono, ale po kilku godzinach ich skóra staje się jasnoszmaragdowo-zielona z wąskimi białymi pasami wzdłuż ciała.
Ich oczy są koloru czerwonopomarańczowego albo różowozłotego.

## Pożywienie
Legwany wityjskie są roślinożerne – żywią się liśćmi, owocami oraz kwiatami drzew i krzewów, szczególnie gatunku ketmii lipowatej. Schwytane niedawno wyklute młode żywiły się owadami, jednak u osobników dorosłych nie zaobserwowano takiego zachowania.

## Rozmnażanie
Okres rozrodczy następuje w marcu i kwietniu. Zaloty i łączenie się w pary rozpoczyna się w styczniu. Legwan wityjski jest jajorodny. Okres inkubacji jaj jest jednym z najdłuższych wśród gadów i wynosi 189 dni. Samice strzegą gniazd, co jest niezwykłe dla legwanów. Znoszą od czterech do sześciu jaj. Młode wychodzą z jajek w porze deszczowej. Uzyskują wilgoć dzięki lizaniu mokrych liści.

## Legwan wityjski i ludzie

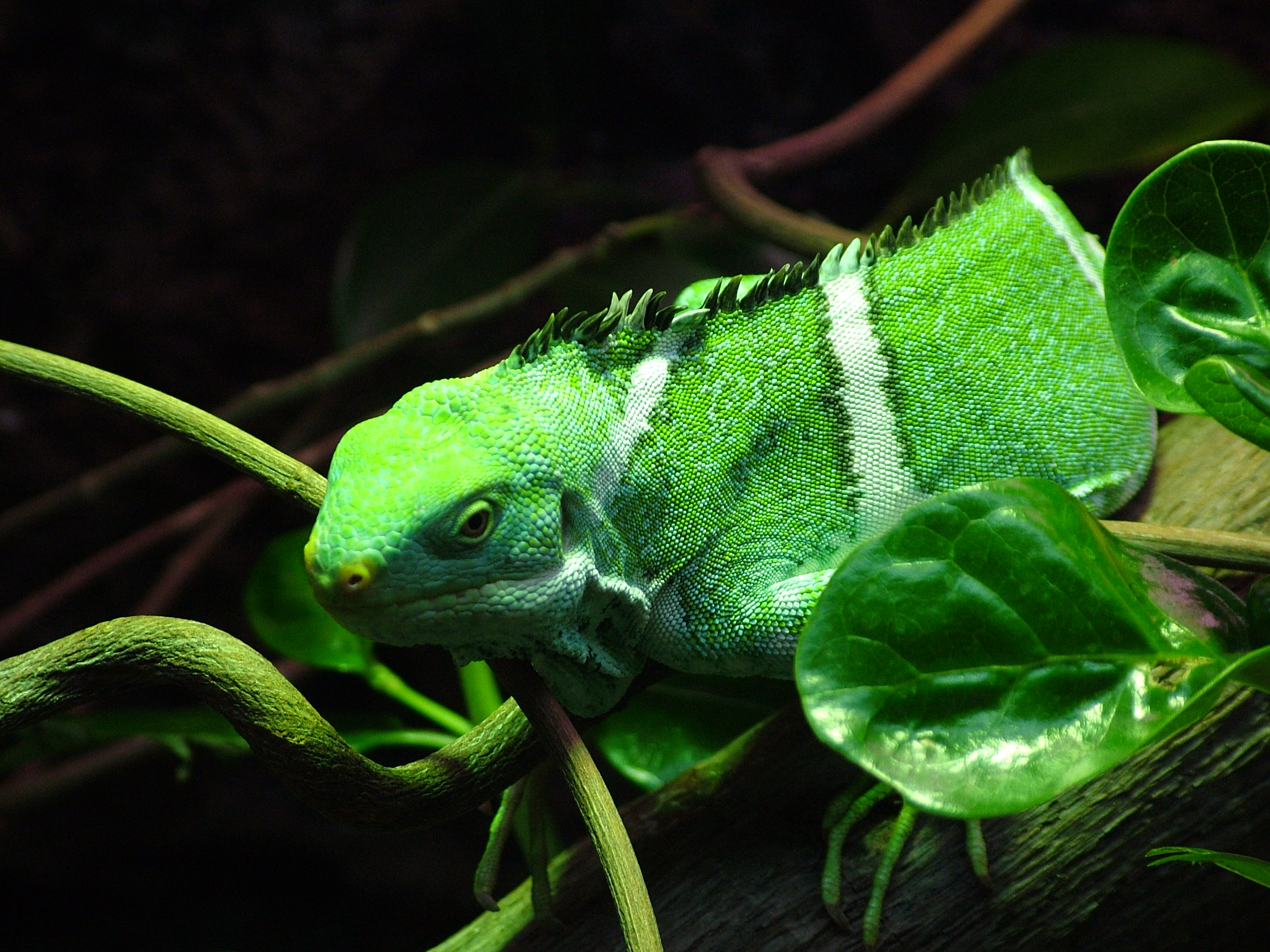
Legwan wityjski

### Folklor
Fidżyjskie imię legwana wityjskiego to „vokai”, jednak niektóre plemiona nazywają tę jaszczurkę „saumuri”. Dwa plemiona uznają je za swoje totemy, a za wymienianie ich imion w obecności kobiet albo przestępców może zostać wymierzona kara. Jednak większość Fidżyjczyków panicznie boi się legwana z powodu jego zachowania, które okazuje, kiedy coś mu zagraża. Jaszczurka zmienia barwę na czarną, rozwiera pysk i gwałtownie rzuca się do przodu. Kiedy uchwyci napastnika okłada go wyposażonym w ostre krawędzie ogonem.

### Zagrożenia
Największym zagrożeniem dla legwana wityjskiego jest utrata siedlisk z powodu pożarów, burz, rozwoju rolnictwa i konkurencji ze strony zdziczałych kóz. Kozy zostały przywiezione na Yadua Taba w 1972, w późnych latach 70. XX wieku doliczono się ponad 200 osobników. Roślinność na wyspie została w tym czasie poważnie uszczuplona z powodu intensywnego wypasu. Po odkryciu legwana wityjskiego wyspa została ogłoszona azylem, część kóz została usunięta. W rezultacie suchy las na wyspie w znacznym stopniu odzyskał dawny obszar i jest najlepszym przykładem tej formacji roślinnej na Oceanie Spokojnym. Inwazja drzew z rodzaju Leucaena zagraża odrodzeniu występujących naturalnie drzew będących pożywieniem dla legwanów, ale rząd Fidżi podjął kroki zmierzające do ich wykorzenienia.
Drugorzędnym zagrożeniem są sprowadzone drapieżniki (szczury, mangusty i koty), które polują na legwany i zjadają ich jaja. Co więcej, na legwana wityjskiego polowano jako na źródło pożywienia i dla nielegalnego handlu zwierzętami egzotycznymi.
W 2002 pięć dojrzałych legwanów wityjskich zostało skradzionych z azylu, ale funkcjonariusze Urzędu Celnego Fidżi złapali przemytnika zanim wszedł na pokład samolotu. Od czasu tego incydentu wizyty turystyczne w azylu są zakazane, jedynie pracownicy naukowi mają zezwolenie na odwiedzanie wyspy. Aby chronić legwany żyjące w azylu przed chorobami i pasożytami zabroniono powrotu na wyspę jaszczurkom, które zostały z niej wcześniej przetransportowane.

### Ochrona

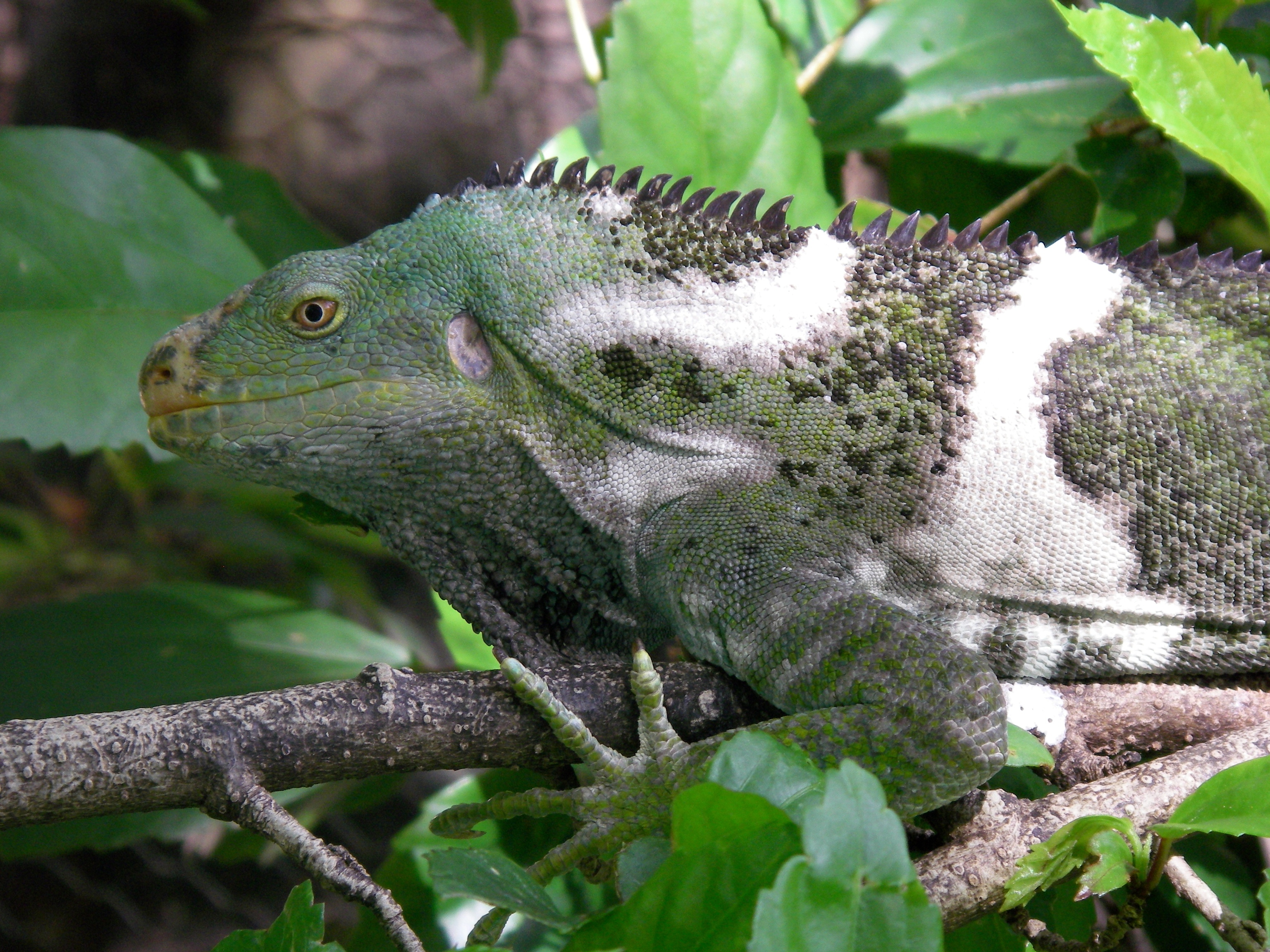
Legwan wityjski w zoo w Perth

Legwan wityjski doświadczył w niedalekiej przeszłości kilku miejscowych wymarć z powodu znacznego zniszczenia jego siedliska. Zgodnie z raportem w sprawie rezultatów BP Conservation Programme 2000, który był realizowany przez Dr. Petera Harlowa i drużyny składającej się z siedmiu członków na siedemnastu wyspach położonych na archipelagach Yasawa i Mamanuca, w sumie jeden osobnik zdechł, a sześć nowych zostało znalezionych na czterech wyspach. W plażowym siedlisku leśnym w Yadua Taba występuje 200 legwanów na hektar.
The International Conservation Fund for the Fijian crested iguana (ICFFCI) został założony w 2000 roku przez Memorandum of Agreement between the National Trust of Fiji Islands i dwa uznane centra hodowli w niewoli legwanów wityjskich: Kula Eco Park w Sigatoka, Fidżi i Taronga Zoo w Sydney, Australia. Celem funduszu jest rozwinięcie, poprzez edukację i społeczne programy uświadamiania, lepszego zrozumienia dla legwana wityjskiego i jego siedliska oraz pomoc w ochronie dzikich populacji legwanów i ich naturalnego środowiska.